# Campionati italiani assoluti di atletica leggera 1988
I LXXVII campionati italiani assoluti di atletica leggera si sono tenuti a Milano, dal 6 all'8 settembre 1988. Sono stati assegnati 38 titoli italiani, in 21 specialità al maschile e in 17 al femminile.
I campionati italiani assoluti di prove multiple, che hanno visto l'assegnazione di due titoli (eptathlon al femminile e decathlon al maschile), si sono tenuti precedentemente dal 20 al 21 agosto 1988 a Bolzano con partecipazione estera.

## Risultati

### Uomini
| Specialità                                                                              | Oro | Prestazione | Argento | Prestazione | Bronzo | Prestazione | |
| Corse                                                                                   | | | | | | | |
| 100 m vento: +0,1 m/s                                                                   | Antonio Ullo Gruppi Sportivi Fiamme Gialle | 10"48 | Ezio Madonia Gruppo Sportivo Fiamme Azzurre | 10"50 | Carlo Simionato Pro Patria Osama Milano | 10"57 | |
| 200 m vento: 0,0 m/s                                                                    | Stefano Tilli CUS Roma | 20"85 | Sandro Floris Pro Patria Osama Milano | 21"25 | Domenico Gorla Gruppo Sportivo Fiamme Azzurre | 21"36 | |
| 400 m                                                                                   | La finale non è stata disputata per protesta degli atleti causa l'esclusione della 4x400 m dai Giochi Olimpici di Seoul 1988. Gli ammessi alla finale erano: Riccardo Cardone (Fiamme Azzurre), Vito Petrella (Fiamme Oro), Alessandro Pinna (Assi B.ca Toscana) con il miglior tempo in batteria di 47"65, Donato Sabia (PP Osama), Andrea Montanari (Carabinieri Bologna), Marco Michieli (Fiamme Oro), Marcello Pantone (Fiamme Oro), Daniele D'Amico (Fiamme Gialle). | La finale non è stata disputata per protesta degli atleti causa l'esclusione della 4x400 m dai Giochi Olimpici di Seoul 1988. Gli ammessi alla finale erano: Riccardo Cardone (Fiamme Azzurre), Vito Petrella (Fiamme Oro), Alessandro Pinna (Assi B.ca Toscana) con il miglior tempo in batteria di 47"65, Donato Sabia (PP Osama), Andrea Montanari (Carabinieri Bologna), Marco Michieli (Fiamme Oro), Marcello Pantone (Fiamme Oro), Daniele D'Amico (Fiamme Gialle). | La finale non è stata disputata per protesta degli atleti causa l'esclusione della 4x400 m dai Giochi Olimpici di Seoul 1988. Gli ammessi alla finale erano: Riccardo Cardone (Fiamme Azzurre), Vito Petrella (Fiamme Oro), Alessandro Pinna (Assi B.ca Toscana) con il miglior tempo in batteria di 47"65, Donato Sabia (PP Osama), Andrea Montanari (Carabinieri Bologna), Marco Michieli (Fiamme Oro), Marcello Pantone (Fiamme Oro), Daniele D'Amico (Fiamme Gialle). | La finale non è stata disputata per protesta degli atleti causa l'esclusione della 4x400 m dai Giochi Olimpici di Seoul 1988. Gli ammessi alla finale erano: Riccardo Cardone (Fiamme Azzurre), Vito Petrella (Fiamme Oro), Alessandro Pinna (Assi B.ca Toscana) con il miglior tempo in batteria di 47"65, Donato Sabia (PP Osama), Andrea Montanari (Carabinieri Bologna), Marco Michieli (Fiamme Oro), Marcello Pantone (Fiamme Oro), Daniele D'Amico (Fiamme Gialle). | La finale non è stata disputata per protesta degli atleti causa l'esclusione della 4x400 m dai Giochi Olimpici di Seoul 1988. Gli ammessi alla finale erano: Riccardo Cardone (Fiamme Azzurre), Vito Petrella (Fiamme Oro), Alessandro Pinna (Assi B.ca Toscana) con il miglior tempo in batteria di 47"65, Donato Sabia (PP Osama), Andrea Montanari (Carabinieri Bologna), Marco Michieli (Fiamme Oro), Marcello Pantone (Fiamme Oro), Daniele D'Amico (Fiamme Gialle). | La finale non è stata disputata per protesta degli atleti causa l'esclusione della 4x400 m dai Giochi Olimpici di Seoul 1988. Gli ammessi alla finale erano: Riccardo Cardone (Fiamme Azzurre), Vito Petrella (Fiamme Oro), Alessandro Pinna (Assi B.ca Toscana) con il miglior tempo in batteria di 47"65, Donato Sabia (PP Osama), Andrea Montanari (Carabinieri Bologna), Marco Michieli (Fiamme Oro), Marcello Pantone (Fiamme Oro), Daniele D'Amico (Fiamme Gialle). | La finale non è stata disputata per protesta degli atleti causa l'esclusione della 4x400 m dai Giochi Olimpici di Seoul 1988. Gli ammessi alla finale erano: Riccardo Cardone (Fiamme Azzurre), Vito Petrella (Fiamme Oro), Alessandro Pinna (Assi B.ca Toscana) con il miglior tempo in batteria di 47"65, Donato Sabia (PP Osama), Andrea Montanari (Carabinieri Bologna), Marco Michieli (Fiamme Oro), Marcello Pantone (Fiamme Oro), Daniele D'Amico (Fiamme Gialle). |
| 800 m                                                                                   | Donato Sabia Pro Patria Osama Milano | 1'51"90 | Gennaro Di Napoli Snam Gas Metano | 1'52"25 | Fabio Di Vito Gruppo Sportivo Fiamme Azzurre | 1'52"64 | |
| 1500 m                                                                                  | Davide Tirelli Gruppo Sportivo Fiamme Azzurre | 3'46"03 | Luca Vandi Assi B.ca Toscana | 3'46"26 | Tonino Viali Gruppo Sportivo Fiamme Oro | 3'46"29 | |
| 5000 m                                                                                  | Francesco Panetta Pro Patria Osama Milano | 13'37"43 | Stefano Mei Assi B.ca Toscana | 13'41"74 | Paolo Donati Gruppi Sportivi Fiamme Gialle | 13'45"37 | |
| 10000 m                                                                                 | Giuseppe Miccoli Carabinieri Bologna | 28'30"81 | Paolo Donati Gruppi Sportivi Fiamme Gialle | 28'37"00 | Marco Gozzano Pro Patria Osama Milano | 28'37"24 | |
| 3000 m siepi                                                                            | Francesco Panetta Pro Patria Osama Milano | 8'21"45 | Alessandro Lambruschini Gruppo Sportivo Fiamme Oro | 8'27"94 | Franco Boffi PAF Alitransporti Verona | 8'31"68 | |
| 110 m hs                                                                                | Gianni Tozzi Gruppo Sportivo Forestale | 14"21 | Diego Puppo Fiamma Sud Puglia | 14"28 | Marco Todeschini Gruppo Sportivo Fiamme Oro | 14"48 | |
| 400 m hs                                                                                | Luca Cosi Pro Patria Osama Milano | 51"47 | Angelo Locci Gruppo Sportivo Fiamme Azzurre | 51"69 | Fausto Frigerio SNIA BPD Milano | 52"04 | |
| Marcia 10 km                                                                            | Giovanni De Benedictis Carabinieri Bologna | 40'33"00 | Maurizio Damilano Sisport Fiat Torino | 40'34"25 | Carlo Mattioli Carabinieri Bologna | 41'18"39 | |
| Staffetta 4×100 m                                                                       | Fiamme Azzurre Mario Longo Domenico Gorla Fabio Andreassi Ezio Madonia | 40"09 | Fiamme Gialle Sergio Chianella Giovanni Puggioni Velluti Antonio Ullo | 41"11 | Carabinieri Bologna Bufi Morbello Perini Marco Oliva | 41"70 | |
| Staffetta 4×400 m                                                                       | Fiamme Oro Marco Michieli Tiziano Gemelli Marcello Pantone Vito Petrella | 3'08"92 | Snam Gas Metano Meioni Andrea Nuti Fabio Grossi Gianni Floridia | 3'12"04 | Gruppo Sportivo Fiamme Azzurre Angelo Locci Fabio Di Vito Mazzoleni Rubiu | 3'13"07 | |
| Salti                                                                                   | | | | | | | |
| Salto in alto                                                                           | Luca Toso Gruppo Sportivo Fiamme Oro | 2,24 m | Enrico Zanti Gruppo Sportivo Forestale | 2,21 m | Marcello Benvenuti Carabinieri Bologna | 2,15 m | |
| Salto con l'asta                                                                        | Marco Andreini Gruppi Sportivi Fiamme Gialle | 5,40 m | Enzo Brichese Gruppi Sportivi Fiamme Gialle | 5,30 m | Giorgio Grassi Gruppo Sportivo Fiamme Azzurre | 5,30 m | |
| Salto in lungo                                                                          | Milko Campus Gruppo Sportivo Fiamme Azzurre | 7,53 m | Claudio Cherubini CUS Roma | 7,51 m | Marzio Amisano Gruppo Sportivo Fiamme Azzurre | 7,44 m | |
| Salto triplo                                                                            | Dario Badinelli SNIA BPD Milano | 16,29 m | Daniele Buttiglione Gruppo Sportivo Fiamme Azzurre | 16,01 m | Francesco Bonato Gruppo Sportivo Fiamme Azzurre | 15,61 m | |
| Lanci                                                                                   | | | | | | | |
| Getto del peso                                                                          | Marco Montelatici Pro Patria Osama Milano | 18,15 m | Giovanni Tubini Arena Bentegodi Verona | 17,83 m | Giorgio Venturi Gruppo Sportivo Fiamme Azzurre | 17,51 m | |
| Lancio del disco                                                                        | Marco Martino Gruppi Sportivi Fiamme Gialle | 60,10 m | Luciano Zerbini Gruppo Sportivo Fiamme Oro | 57,74 m | Domenico Polato Gruppo Sportivo Fiamme Oro | 55,56 m | |
| Lancio del martello                                                                     | Lucio Serrani Pro Patria Osama Milano | 78,02 m | Nicola Sundas Gruppo Sportivo Fiamme Azzurre | 67,02 m | Gian Carlo Spiesanzotti Gruppo Sportivo Fiamme Azzurre | 66,72 m | |
| Lancio del giavellotto                                                                  | Fabio De Gaspari Gruppo Sportivo Fiamme Oro | 71,90 m | Fabio Michielon Gruppo Sportivo Fiamme Oro | 69,34 m | Ivan Soffiato Gruppo Sportivo Fiamme Azzurre | 69,06 m | |
| record dei campionati; record nazionale; record personale; record personale stagionale. | | | | | | | |

### Donne
| Specialità                                                                              | Oro                                                                                | Prestazione | Argento                                                               | Prestazione | Bronzo                                      | Prestazione |
| Corse                                                                                   |                                                                                    |             |                                                                       |             |                                             |             |
| 100 m vento: 0,0 m/s                                                                    | Marisa Masullo SNIA BPD Milano                                                     | 11"60       | Rossella Tarolo SNIA BPD Milano                                       | 11"64       | Sonia Vigati Assindustria Padova            | 11"73       |
| 200 m vento: non indicato                                                               | Marisa Masullo SNIA BPD Milano                                                     | 23"70       | Anna Rita Angotzi Atletica Oristano                                   | 23"83       | Anna Lisa Gambelli Oliosigillo Endas Ancona | 24"85       |
| 400 m                                                                                   | Rossana Morabito SNIA BPD Milano                                                   | 53"83       | Cosetta Campana Gruppo Atletico Bassano del Garda                     | 54"44       | Luisa Furlan Oliosigillo Endas Ancona       | 54"77       |
| 800 m                                                                                   | Nicoletta Tozzi Snam Gas Metano                                                    | 2'07"50     | Laura Rovetta SNIA BPD Milano                                         | 2'08"39     | Laura Spagnoli Carispo Rieti                | 2'08"91     |
| 1500 m                                                                                  | Roberta Brunet CUS Roma                                                            | 4'16"79     | Valentina Tauceri SNIA BPD Milano                                     | 4'18"98     | Orietta Mancia Cises Frascati               | 4'19"32     |
| 3000 m                                                                                  | Roberta Brunet CUS Roma                                                            | 8'58"97     | Rosanna Munerotto SNIA BPD Milano                                     | 9'06"01     | Nadia Dandolo Inglesina Fiamma Vicenza      | 9'08"06     |
| 10 000 m                                                                                | Maria Curatolo Fiat Sud Formia                                                     | 35'35"07    | Silvana Cucchietti Sisport Fiat Torino                                | 33'56"66    | Stefania Colombo SNIA BPD Milano            | 34'16"21    |
| 100 m hs                                                                                | Carla Tuzzi Cises Frascati                                                         | 13"73       | Mary Massarin Sisport Fiat Torino                                     | 13"82       | Laura Biagi Fiat Sud Formia                 | 14"07       |
| 400 m hs                                                                                | Irmgard Trojer SSV Brunico V.                                                      | 56"44       | Maria Luisa Cilimbini SNIA BPD Milano                                 | 57"70       | Giuseppina Cirulli CUS Roma                 | 58"42       |
| Marcia 5 000 m                                                                          | Pier Carola Pagani Inglesina Fiamma Vicenza                                        | 22'33'82"   | Ileana Salvador Inglesina Fiamma Vicenza                              | 23'04"14    | Erica Alfridi Scala Azzurra Bordin          | 23'18"49    |
| Staffetta 4×100 m                                                                       | SNIA BPD Milano Faleschini Benetel Marinella Signori Rossella Tarolo               | 46"66       | CUS Roma Paola Limardi Giuseppina Cirulli Gentile Antonella Capriotti | 47"16       | Banca Friuli Libertas Udine                 | 47"57       |
| Staffetta 4×400 m                                                                       | SNIA BPD Milano Francesca Carbone Cassarini Maria Luisa Cilimbini Rossana Morabito | 3'40"61     | SSV Brunico V.                                                        | 3'47"81     | Oliosigillo Endas Ancona                    | 3'48"60     |
| Concorsi                                                                                |                                                                                    |             |                                                                       |             |                                             |             |
| Salto in alto                                                                           | Barbara Fiammengo CUS Bologna                                                      | 1,87 m      | Elisabetta Bonin Libertas Comir Venezia                               | 1,78 m      | Bugarin Oliosigillo Endas Ancona            | 1,78 m      |
| Salto in lungo                                                                          | Antonella Capriotti CUS Roma                                                       | 6,50 m      | Valentina Uccheddu Atletica Oristano                                  | 6,25 m      | Elisa Mosconi Snam Gas Metano               | 5,95 m      |
| Getto del peso                                                                          | Concetta Milanese Sisport Fiat Torino                                              | 15,81 m     | Agnese Maffeis Ina Primavera Torino                                   | 15,31 m     | Wilma Rigamonti Fiat Sud Formia             | 15,02 m     |
| Lancio del disco                                                                        | Maria Marello Sisport Fiat Torino                                                  | 55,24 m     | Agnese Maffeis Ina Primavera Torino                                   | 55,08 m     | Sandra Benedet SNIA BPD Milano              | 48,70 m     |
| Lancio del giavellotto                                                                  | Stefania Galbiati Atletica Bergamo '59                                             | 52,02 m     | Wilma Vidotto SNIA BPD Milano                                         | 51,38 m     | Marinella Ambrosio Chimica del Friuli       | 49,10 m     |
| record dei campionati; record nazionale; record personale; record personale stagionale. |                                                                                    |             |                                                                       |             |                                             |             |

### Prove multiple
| Specialità                                                                              | Oro                                    | Prestazione | Argento                                    | Prestazione | Bronzo                                  | Prestazione |
| Decathlon (uomini)                                                                      | Marco Rossi Gruppo Sportivo Fiamme Oro | 7 673 p.    | Luigi Longarato Gruppo Sportivo Fiamme Oro | 7 224 p.    | Maurizio Sferruzzi Lib. Amat. Benevento | 6 911 p.    |
| Eptathlon (donne)                                                                       | Herta Steiner LGS Raff. Bolzano        | 5 570 p.    | Alessandra Becatti Assi B.ca Toscana       | 5 553 p.    | Stefania Frisiero Chimica del Friuli    | 5 525 p.    |
| record dei campionati; record nazionale; record personale; record personale stagionale. |                                        |             |                                            |             |                                         |             |

## Classifiche Trofeo Ridolfi

### Uomini
1. Fiamme Azzurre 126,66
2. Fiamme Oro Padova 93
3. Pro Patria Osama 89
4. Fiamme Gialle 83
5. Carabinieri Bologna 79,5
6. Snia Bpd Milano 30

### Donne
1. Snia Bpd Milano 101
2. CUS Roma (m.p.) 38
3. FIAT Sud Formia 38
4. Snam Gas Metano 36
5. Sisport FIAT 35
6. INA Primavera Torino 32